# Dávid Verrasztó
Dans le nom hongrois Verrasztó Dávid, le nom de famille précède le prénom, mais cet article utilise l’ordre habituel en français Dávid Verrasztó, où le prénom précède le nom.
Dávid Verrasztó, né le 22 août 1988 à Budapest, est un nageur hongrois, pratiquant la discipline du quatre nages. Il compte à son palmarès trois titres européens en grand bassin et trois en petit bassin. Il est le frère de la nageuse Evelyn Verrasztó et le fils de Zoltán Verrasztó.

## Palmarès

### Championnats du monde

#### En grand bassin
- Championnats du monde 2015 à Kazan :
  -  Médaille d'argent du 400 mètres quatre nages.
- Championnats du monde 2017 à Budapest :
  -  Médaille d'argent du 400 mètres quatre nages.

#### En petit bassin
- Championnats du monde 2012 à Istanbul (Turquie) :
  -  Médaille de bronze du 400 mètres quatre nages.
- Championnats du monde 2014 à Doha (Qatar) :
  -  Médaille de bronze du 400 mètres quatre nages.
- Championnats du monde 2016 à Windsor (Canada) :
  -  Médaille de bronze du 400 mètres quatre nages.

### Championnats d'Europe

#### En grand bassin
- Championnats d'Europe 2010 à Budapest (Hongrie) :
  -  Médaille d'argent du 400 mètres quatre nages.
- Championnats d'Europe 2012 à Debrecen (Hongrie) :
  -  Médaille d'argent du 400 mètres quatre nages.
- Championnats d'Europe 2014 à Berlin (Allemagne) :
  -  Médaille d'or du 400 mètres quatre nages.
- Championnats d'Europe 2016 à Londres (Royaume-Uni) :
  -  Médaille d'or du 400 mètres quatre nages.
- Championnats d'Europe 2018 à Glasgow (Royaume-Uni) :
  -  Médaille d'or du 400 mètres quatre nages.
- Championnats d'Europe 2022 à Rome (Italie) :
  -  Médaille d'argent du 400 mètres quatre nages.

#### En petit bassin
- Championnats d'Europe 2009 à Istanbul (Turquie) :
  -  Médaille d'argent du 400 mètres quatre nages.
- Championnats d'Europe 2010 à Eindhoven (Pays-Bas) :
  -  Médaille d'or du 400 mètres quatre nages.
- Championnats d'Europe 2011 à Szczecin (Pologne) :
  -  Médaille d'argent du 400 mètres quatre nages.
- Championnats d'Europe 2012 à Chartres (France) :
  -  Médaille d'argent du 400 mètres quatre nages.
- Championnats d'Europe 2013 à Herning (Danemark) :
  -  Médaille d'or du 400 mètres quatre nages.
- Championnats d'Europe 2015 à Netanya (Israël) :
  -  Médaille d'or du 400 mètres quatre nages.